# ثيموم
الثيموم أو الدُخنة (الاسم العلمي: Coelachyrum)، جنس نبات عشبي من فصيلة النجيلية. أعطانه في آسيا وأفريقيا
. أنواعه خمسة.